# Ansprando
Ansprando (657 circa – Pavia?, luglio 712) è stato re dei Longobardi e re d'Italia nel 712, ma reggente e regnante di fatto da molto prima. Dal 688 al 701 era stato duca di Asti.
Definito vir sapientis et inlustris e vir per omnia egregius et cuius sapientiae rari aequandi sunt da Paolo Diacono, di Ansprando è ricordata la grande autorità e la rara intelligenza politica, ma si hanno pochi dettagli biografici. Egli risolse una crisi dinastica sconfiggendo l'usurpatore Ariperto II, il quale, appoggiato dai Franchi, cercò di impadronirsi del trono di Lombardia ponendo fine alla linea principale della dinastia bavarese che aveva regnato fino a quel momento. Ansprando fu così acclamato re dal popolo in armi, come nell'antica usanza longobarda, e fondò una propria dinastia che fu l'ultima duratura e schiettamente longobarda, e che influenzò la storia dell'intera Europa. Suo figlio Liutprando, infatti, re dal 712 al 744, nel 737 avrebbe adottato e così conferito dignità regale a Pipino il Breve, figlio di Carlo Martello, allora maggiordomo di palazzo della dinastia merovingia di Francia, e padre del futuro Carlo Magno, di fatto legittimandolo ad assumere il trono di Francia come fece nel 751.

## Biografia
Duca di Asti dal 688, alla morte di re Cuniperto assunse la reggenza per il figlio minorenne del re appena scomparso, Liutperto. Ansprando dovette fronteggiare la ribellione del duca di Torino, Ragimperto, avvenuta solo otto mesi dopo la successione, che lo affrontò presso Novara agli inizi del 701 e venne sconfitto, nonostante il sostegno del duca di Bergamo, Rotarit.
Alla morte di Ragimperto, ancora nel 701, Ansprando e Rotarit tentarono nuovamente di insediare Liutperto e riuscirono a sconfiggere e a fare prigioniero il figlio e successore di Ragimperto, Ariperto II. Dopo breve tempo, tuttavia, Ariperto fuggì e affrontò in battaglia il reggente di Liutperto, sconfiggendolo a Pavia (702). Ansprando riparò prima sull'Isola Comacina, poi presso il duca di Baviera Teodeberto passando per Chiavenna e poi Coira. Ariperto imprigionò i suoi famigliari, la moglie Teodorada e i figli Aurona, Imberga e Sigiprando, che fece orribilmente mutilare. Si salvò soltanto il giovanissimo figlio minore, Liutprando, che venne restituito al padre e lo raggiunse in Baviera.
All'inizio del 712 riuscì a raccogliere un esercito in Baviera e calò in Lombardia; lo scontro, protratto fino al calar delle tenebre, avvenne a marzo ed ebbe un esito incerto. Ariperto sembrava avere la meglio, tanto che i Bavari erano sul punto di abbandonare il campo, ma commise il grave errore di rientrare immediatamente a Pavia. I suoi soldati, offesi da quello che ritennero un atto di viltà, lo abbandonarono e Ariperto morì mentre tentava la fuga. Ansprando fu allora acclamato re, forte sia del sostegno di quanti non avevano gradito l'usurpazione di Ragimperto e Ariperto II ai danni di Liutperto, sia di quello degli stessi partigiani di Ariperto, conquistati dal suo carisma. Immediatamente associò al trono il figlio Liutprando che gli successe quando morì, appena tre mesi più tardi; a Liutprando successe poi il nipote di Ansprando, Ildebrando.
Venne sepolto nella cappella di Sant'Adriano presso la Chiesa di Santa Maria alle Pertiche a Pavia, costruita presso una necropoli pagana longobarda caratterizzata dalla presenza di perticae funerarie, come da nome. Il complesso, dove successivamente fu sepolto anche Liutprando, oggi non esiste più. Tra il 1169 e il 1180 furono entrambi traslati, secondo il volere dello stesso Liutprando, nella Basilica di San Pietro in Ciel d'Oro con i resti di Sant'Agostino.

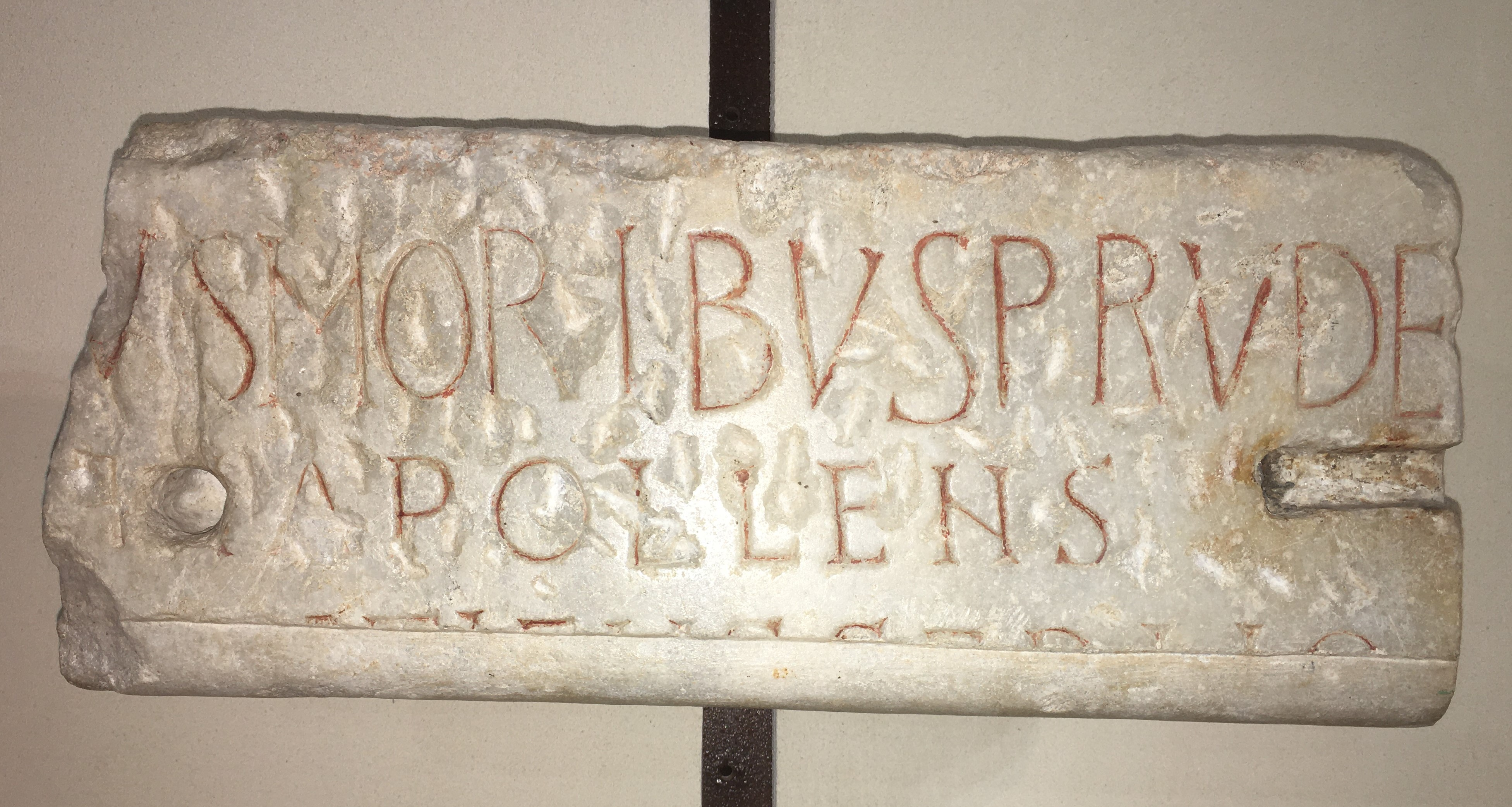
Frammento dell'epigrafe funeraria di Ansprando, Pavia, Musei Civici